# Rancore
Rancore (* 19. Juli 1989 in Rom als Tarek Iurcich) ist ein italienischer Rapper.

## Karriere
Iurcich kam in Rom als Sohn einer ägyptischen Mutter und eines kroatischen Vaters zur Welt. Sein Künstlername Rancore bedeutet auf Italienisch „Groll“. Im Alter von 14 Jahren begann er, durch Teilnahmen am Freestyle-Wettbewerb Phat Roma auf sich aufmerksam zu machen. Unterstützt von Vertretern der Rapszene wie Fi, Jimmy und Tetris veröffentlichte Rancore 2006 sein erstes Album Segui me. 2010 war Rancore mit dem Titel Lo spazzacamino auf DJ Mykes Album Hocus Pocus vertreten, das von den unabhängigen Labels Italiens als bestes Underground-Internetalbum ausgezeichnet wurde. In Zusammenarbeit mit DJ Myke entstanden in der Folge auch die Alben Elettrico (2011) und Silenzio (2012), gefolgt 2015 von der EP Sunshine (veröffentlicht als Gratisdownload).
Nach weiteren Kollaborationen veröffentlichte Rancore 2018 beim Label Hermetic sein nächstes Studioalbum Musica per bambini. Beim Sanremo-Festival 2019 begleitete er Daniele Silvestri in dessen Wettbewerbsbeitrag Argentovivo, an dem der Rapper auch als Autor beteiligt war. Das Lied erreichte den sechsten Platz der Gesamtwertung und wurde mit dem Kritikerpreis, dem Pressepreis und dem Preis für den besten Text ausgezeichnet. Mit Eden kehrte Rancore 2020 nach Sanremo zurück und holte Platz zehn sowie ein weiteres Mal den Preis für den besten Text.

## Diskografie

### Alben
| Jahr | Titel Musiklabel                  | Höchstplatzierung, Gesamtwochen, AuszeichnungChartsChartplatzierungen (Jahr, Titel, Musiklabel, Platzierungen, Wochen, Auszeichnungen, Anmerkungen) | Anmerkungen                          |
| Jahr | Titel Musiklabel                  | IT | Anmerkungen                          |
| ---- | --------------------------------- | --- | ------------------------------------ |
| 2012 | Silenzio Arcadia Records          | IT98 (1 Wo.)IT | mit DJ Myke                          |
| 2018 | Musica per bambini Hermetic (SME) | IT6 (13 Wo.)IT | Erstveröffentlichung: 1. Juni 2018   |
| 2022 | Xenoverso Polydor (UMG)           | IT9 (5 Wo.)IT | Erstveröffentlichung: 14. April 2022 |

Weitere Alben
- 2006: Segui me
- 2011: Elettrico (mit DJ Myke)

### Singles
| Jahr | Titel Album    | Höchstplatzierung, Gesamtwochen, AuszeichnungChartsChartplatzierungen (Jahr, Titel, Album, Platzierungen, Wochen, Auszeichnungen, Anmerkungen) | Anmerkungen                                         |
| Jahr | Titel Album    | IT | Anmerkungen                                         |
| ---- | -------------- | --- | --------------------------------------------------- |
| 2020 | Eden Xenoverso | IT12 (4 Wo.)IT | Erstveröffentlichung: 6. Februar 2020 feat. Dardust |

### Gastbeiträge
| Jahr | Titel Album   | Höchstplatzierung, Gesamtwochen, AuszeichnungChartsChartplatzierungen (Jahr, Titel, Album, Platzierungen, Wochen, Auszeichnungen, Anmerkungen) | Anmerkungen                                      |
| Jahr | Titel Album   | IT | Anmerkungen                                      |
| ---- | ------------- | --- | ------------------------------------------------ |
| 2019 | Argentovivo – | IT15 (4 Wo.)IT | Daniele Silvestri feat. Rancore & Manuel Agnelli |

## Belege
1. ↑  Alben von Rancore. In: Italiancharts.com. Hung Medien, abgerufen am 7. Februar 2019.
2. ↑  Archivio classifiche Top Singoli. FIMI, abgerufen am 9. Februar 2020 (italienisch).
3. ↑  Archivio classifiche Top Singoli. FIMI, abgerufen am 9. Februar 2020 (italienisch).

| Personendaten    | Personendaten                |
| ---------------- | ---------------------------- |
| NAME             | Rancore                      |
| ALTERNATIVNAMEN  | Iurcich, Tarek (Geburtsname) |
| KURZBESCHREIBUNG | italienischer Rapper         |
| GEBURTSDATUM     | 19. Juli 1989                |
| GEBURTSORT       | Rom                          |